# Štěpán Lukeš (spisovatel)
Štěpán Lukeš (* 25. ledna 2004 Kadaň) je český prozaik, dramatik a básník, který tvoří především v žánru fantasy.

## Tvorba
Štěpána Lukeše ve tvorbě nejvíce ovlivnila série fantasy knih Hraničářův učeň. V devíti letech napsal první sbírku povídek Čarbaba – Tajuplný příběh. Po přečtení tetralogie Odkaz dračích jezdců se s přáteli rozhodl napsat vlastní fantasy knihu o mladých lovcích, Faylonovi a Zakovi (původně Failon a Dermünd). Oba Lukešovi přátelé projekt brzy opustili. O několik let později se mu podařilo dopsat knihu, kterou nazval Srdce čarodějů.
V rámci komedie je pro něj ikonická absurdita a vulgární, přesto však inteligentní a promyšlený humor.

## Crowdfundingová kampaň
Lukeš se rozhodl pro vydání knihy Srdce čarodějů skrze crowdfundingovou kampaň na internetovém portálu Hithit. Pro tuto příležitost se spojil se šermířskou skupinou Merlet a natočil krátký video trailer, který se setkal s úspěchem a díky kterému se mu podařilo vybrat požadované finance na výtisk knihy.

## Dílo

### Próza
- Čarbaba – Tajuplný příběh (2013) – Dětská sbírka povídek o bláznivé čarodějnici, kterou Lukeš sepsal již v roce 2013. když mu bylo devět let. O deset let později knihu sám nailustroval a následně vydal v rámci propagace vlastního maturitního divadelního představení.[6]

###### Příběhy z Poloostrova
- Srdce čarodějů (2021) – Fantasy román o dvou přátelích, mladých lovcích, kteří kvůli zprvu nešťastné náhodě zabloudí mimo rámec svých dosavadních životů. Aby vydělali prostředky na živobytí, přijmou obtížný úkol týkající se lapení nebezpečných a nepřátelských elfů. Aniž by znali svého pravého nepřítele, najednou se jejich životy ocitají v nebezpečí. Setkávají se s magií i láskou, objevují své talenty, ale také zjišťují, že věci nejsou takové, jak jim bylo předkládáno. Jejich hodnoty i životní poslání se zásadně proměňují.[7]
  - Příběh barda z Timbrelee (2021) – Povídka o bardu Yúlgovi, který pátrá po ohnivém srdci čarodějů. Povídku napsal v angličtině i češtině.
  - New Shadow (2021) – Anglicky psaná povídka o ohnivém čaroději Zur'gathovi, který se kvůli pomstě vydává do síní temných mágů v Timbrelee.
  - Shora dolů (2022) – Povídka o tom, jak se ze segarijského šlechtice Rikoriho Quentina Allistera stává pirát, jak prchá před vlastní rodinou ze své rodné země a jak se na moři potkává s leviathanem.
  - Postilion (2022) – Povídka o "černém postilionovi" Moweryovi, který v rámci svého krvavého přesvědčení objíždí Poloostrov a systematicky vyvražďuje rodinu Gimorů.
  - Vrazi, hodní a zlí (2023) – Povídka o absurdním setkání mladého vyhnance Nicka s dobroružnou elfkou Aetelyn.

### Drama
- Čarbaba (2023) – Komediální divadelní představení o samotářské cynické čarodějnici a skupině jejích zvláštních přátel, jejichž největším problémem je to, co si sami způsobí. Premiéra divadla se odehrála 8. března 2023 v Divadle Kampa.[8]

### Poezie
Lukeš průběžně pracuje na sbírce básní a písní ze světa Poloostrova (svět, ve kterém se odehrává děj knihy Srdce čarodějů). Tvrdí, že básně a písně vyjdou, jakmile jich bude obstojné množství.

## Osobní život
Lukeš vystudoval základní Školu da Vinci, kde následně pokračoval i na čtyřleté gymnázium.
Ve volném čase se věnuje sportům, především pingpongu, nohejbalu a šachám. Je vášnivým hráčem počítačových her, ze kterých jej nejvíce ovlivnilo Heroes of Might and Magic III (např. ze jména jednoho z hrdinů si vytvořil celoživotní přezdívku, Ivor Hexi, který se následně objevuje v podobě hrdého elfa v knize Srdce čarodějů. Vizuální předloha Ivora ze hry naopak sloužila jako inspirace vzhledu postavy Drainla).